# Акторська творчість Василя Селезінки
Василь Михайлович Селезінка  (*14 жовтня 1933, Іспас Горішній)  — актор, письменник, журналіст, театральний і телевізійний режисер, театральний критик, музикант, педагог, краєзнавець, громадсько-культурний діяч.
Народився в с. Іспас Горішній (нині Спас) Коломийського району
Івано-Франківської області.
Закінчив з відзнакою акторський факультет Київського театрального інституту імені Карпенка-Карого (1956), журналістський факультет Львівського національного університету імені Івана Франка (1967) та режисерські курси в м. Ленінграді (1968) і в м.Київі (1973). Заслужений діяч мистецтв України (2005).
Член Спілки журналістів України(1973).

## Історія театрального поступу Василя Селезінки

Професор К. П. Хохлов

500 радянських карбованців треба було заплатити за навчання на першому курсі акторського факультету Київського театрального інституту імені Карпенка-Карого. Це повідомлення змінило стан радості Василя Селезінки від інформації про зарахування його студентом інституту на стан розгубленності і туги — таких грошей вдома ніколи не було. Мама в колгоспі в кінці року могла
одержати 100—150 грамів зерна на трудодень, але таких грошей там не давали. Прийшлось матері продати свої, ще дівочі корали, натуральне французьке намисто, запаску, ткану із золотою ниткою, вишивані сорочки щоб заплатити за право сина вчитися в інституті, щоб мати за що йому поїхати і жити в Києві.

На одне місце студента в той рік (1952) претендувало тринадцять осіб.

Вчителями Селезінки зі спеціальності в театральному інституті стали народний артист СРСР, головний режисер театру російської драми імені Лесі Українки, професор К. П. Хохлов і професор Л. А. Олійник.
К. П. Хохлов, голова екзаменаційної комісії, вже після екзамену зі спеціальності, ще до закінчення здачі всіх інших екзаменів, вирішив узяти Василя Селезінку на свій курс. Викликає повагу, захоплення і здивування те професійне чуття,

Вирізки з деяких центральних і регіональних газет з статтями про В.Селезінку

педагогічна інтуїція, яка дала змогу К.Хохлову розгледіти в погано одягнутому, простому сільському хлопцеві, який побачив рояль перший раз тільки в театральному інституті, майбутнього Заслуженого діяча мистецтв України. Василь Селезінка з теплотою згадує: «Взагалі мені на породистих людей і вчителів щастило. Згадую з вдячністю російського дворянина, мого професора Костянтина Павловича Хохлова, який у Київському театральному інституті вчив мене (як це парадоксально не звучить) любить свою українську мову, свій народ»

Вчитися в інституті було важко. Жили 40 осіб в одній кімнаті гуртожитку — приміщенні, яке раніше було синагогою. 

На харчування грошей не вистачало. Коли одного разу викладачка сценічного руху і танцю Ніна Василівна Яригіна, відома своїм злобливим характером, дала Василю Селезінці 5 крб, щоб він пішов в буфет і щось поїв, весь інститут приходив дивитися, що ж то за студент, який викликав у Яригіної добрі почуття. 

На питання до Василя Селезінки, «коли відкрилось його обдарування», він відповідає: "В юному віці, коли мене зачарувала сцена. У першому класі прочитав на сцені Шевченкове «Учітеся брати мої». З четвертого класу почав «ходити в царі», тобто ходити з різдвяним вертепом, в якому постійно грав роль гендляра. Виставу професійного театру вперше побачив у Коломиї у восьмому класі, коли навчався в школі № 1 імені Василя Стефаника. А серйозне захоплення театром у В.Селезінки почалося, коли він на сільській сцені поставив інсценізацію (зроблену ним самим) повісті П.Панча «Запорожці».

Василь Селезінка вчився в театральному інституті добре. Він, як відмінник, одержав спершу підвищену, а відтак і персональну стипендію. К. П. Хохлов оцінив природний талант, здібності, старанність студента. Це він засвідчив своєю фотографією з дарчим написом.

Театральний інститут Василь Селезінка закінчив з відзнакою в 1956 році і одержав направлення на роботу артистом в місто Рівне (тоді Ровно), в місцевий музично-драматичний театр.

З 1954 року до рівненського театру вливаються нові творчі сили — майстри акторського цеху з різних театрів України, з різними творчими уподобаннями, школами та вимогами.

Особливе місце у творчій біографії театрі цього періоду (з 1956 р.), поряд з акторами з певним досвідом, посів Василь Селезінка. «Його щедре природне обдарування, органічність поведінки на сцені, схильність до глибокого аналізу характерів своїх персонажів завжди викликали визнання глядачів і позитивну оцінку театральної критики. Із кожною новою роллю зростав рівень майстерності артиста. Достатньо назвати такі ролі артиста, як Ілля Шатилов („Коли цвіте акація“ М.Винникова), Петро („Чому посміхалися зорі“ Олександра Корнійчука), Сашко („Веселка“ Миколи Зарудного), Олег („В шуканнях радості“ Віктора Розова), Гриць („Якщо ти любиш“ Миколи Зарудного), Тиберій („Вій“ М.Кропивницького), Никифор („Дністрові кручі“ Юрія Федьковича) та інші. Його амплуа — ролі реалістично-психологічного репертуару. Крім того актор пробував себе в режисурі». У 1963 році його запросили працювати в Чернівцях головним режисером телестудії.
Василь Михайлович Селезінка пропрацював в Рівненському музично-драматичному театрі сім років, зіграв більше 30 ролей.

## Статті, присвячені акторській діяльності В.Селезінки
1. Бабій М. Чому посміхалися зорі: [В.Селезінка в ролі Петра в п'єсі О.Корнійчука; Ровен.театр] // Червоний прапор.-1957.- 15 груд..-С.4. 
2. Харламова Л. Год на большой сцене: [про В.Селезінку, актора Ровен. театру] //
Комс. Знамя.- 1957.
3. Колас А. Вяртание Антона Кряжа: [В.Селезінка в ролі Сашка в п'єсі М.Зарудного
«Веселка»] // Гродзен. правда.- 1958.- 20 черв.- С.№.
4. Колобов В. «В шуканнях радості»: [про роль Олега в комедії В.Розова] // Червоний прапор.- 1958.- 20 січ.
5. Палушкіна Е. Гледачы обмяркоуваюць спектакль: ["У пошуках радості", В.Селезінка в ролі Олега, в Бобруйську] // Комуніст.- 1958.- 9 ліпеня (№ 82).- С.4
6. Сербін Г. «Тайфун»: [про вист. Цао Юя, В.Селезінка в ролі Чун Р] // Червоний Прапор.- 1958.-19 жовт.(№ 206).- С.4.
7. [Гастролі Рівненського театру в Могилеві (Білорусь), спектакль «Суровая аповесць»] // Магілеуская правда.- 1059.- 4 кастрычніка.- (№ 0196).- С.4.
8. Зустріч з артистами Ровенського театру: [про виступ В.Селезінки, фото] // Червоний прапор.- 1959.- 22 лют. (№ 39).- С.4.

9. Шасцерыкоу П. «Суровая аповесць»: [про роль В.Кузьменка в п'єсі Ф.Вольного] // Магілеуская правда.- 1959.- 10 кастрычніка (№ 200).- С.3.
10. Артисты пришли в цех: [в місті Клинці, є фото] // Труд.- 1960.- 19 авг.-(№ 166).-С.4.
11. Левченко В. Для дорогих дітей: [роль Юрчика у вист. В.Євлампієва «За дорогоцінним скарбом»] // Червоний прапор.- 1960.- 13 січ. (№ 9).- С.3.
12. Семенов В. Обговорення вистави «Мертвий бог»: [В.Селезінка у ролі Федора у виставі М.Зарудного] // Червоний прапор.- 1960.- 16 квіт. (№ 77).- С.3.
13. Сербін Г. «Мертвий бог»: [роль Федора в п'єсі М.Зарудного] // Червоний прапор.- 1969.- 30 берез. (№ 65).- С.3. 

14. Щира, творча розмова. Конференція глядачів Ровенського театру: [є про В.Селезінку] // Червоний прапор.- 1960.- 25 берез. (№ 61).- С.3.

15. Вегера Г. Театр повернувся з гастролей: [Курська і Брянська] // Червоний прапор.-
1961.- 16 серп. (№ 163).- С.4.

16. Емельянов Ю. «Вий»: [про роль Т.Горобця у п'єсі М.Кропивницького] // Брянский рабочий.-1961.- 28 июля (№ 177).- С.4.

17. Новоженов Ю. «Если ты любишь»: [роль Гриця в комедії М.Зарудного] // Брянский рабочий.- 1061.- 5 авг. (№ 184).- С.4.

18. Сардачнасць брацкіх сустрэч: [про пост «Невольника», «Вія», «Коли ти кохаєш», «Дівчина з веснянками» в Гомелі] // Гомельская правда.- 1961.- 28 мая (№ 106).- С.4.

19. Срібний Г. Нова вистава: ["Вій" М.Кропивницького, в ролі Горобця] // Червоний прапор.- 1961.- 7 трав.(№ 91).- С.4.

20. Украінскі театр у Гомелі: [гастролі з Рівного] // Гомельская правда.- 1961.- 10 мая.

21. Украинские артисты в Курске: [роль Тіберія Горобця в комедії М.Кропивницького «Вій»] // Курская правда.- 1961.- 27 июня (№ 150).- С.4.

22. Ченцова. Е. Богатырёва Е., Шалыгина В. Яркое искусство друзей-украинцев: [гастролі театру з Рівного в Курську] // Курская правда.- 1961.- 16 июля (№ 167). — С.3.

23. Чуприн О. «Іркутська історія»: [роль Радика у п'єсі О.Арбузова] // Червоний Прапор.- 1961.-22 січ. (№ 18).- С.4.

24. Лур'є Б. Нові вистави, нові задуми: [про роботу в театрі м. Рівного] // Червоний прапор.- 1962.- 21 жовт. (№ 208).- С.4.

25. Дорошенко М. Мрія збувається: [про п'єсу «Острів твоєї мрії»] // Червоний прапор.- 1963.- 18 трав. (№ 96).- С.4.

26. Колобов В. На сцені — герої Шекспіра: [про п'єсу «Зимова казка»] // Червоний прапор.- 1963.- 5 черв. (№ 109).- С.4.

## Зноски
1. ↑  Золотої нитки не згубіть.- Чернівці: Буковина, 2000.- 254с.
2. ↑  Жилінський І. Ф. Історія театрального мистецтва Рівненщини / Науковий редактор Богдан Столярчук.- Рівне: Видавець О.Зень, 2009.- 660 с.:іл.